# Венеция. Мост Риальто
«Венеция. Мост Риальто» — картина российского художника Константина Коровина (1861—1939), написанная в 1908 году. Является частью собрания Национального музея «Киевская картинная галерея» в Киеве. Размер картины — 25х69,7 см.

## Описание
Мост Риальто, один из самых известных архитектурных объектов города Венеции, был запечатлён Коровиным в утренней дымке. Очертания моста утрачивают чёткость, а цвет, теряя свою конкретность, переходит в систему вибрирующих пятен, словно художник замешал свои краски на светлом игристом вине.
В этом небольшом пейзаже, отмеченном блестящим артистизмом и остротой композиционного решения, Коровину удалось выразить genius loci (гений места) — душу города.